# アル・カイオラ
アル・カイオラ (Al Caiola) として知られた、アレクサンダー・エミール・カイオラ（Alexander Emil Caiola、1920年9月7日 - 2016年11月9日）は、アメリカ合衆国のギタリスト、作曲家、編曲家で、ジャズ、カントリー、ロック、ポップなど、様々な音楽ジャンルにわたって活動した。50枚以上のアルバムを録音し、20世紀の音楽界の大物であったエルヴィス・プレスリー、レイ・コニフ、フェランテ&タイシャー、フランク・シナトラ、パーシー・フェイス、バディ・ホリー、ミッチ・ミラー、トニー・ベネットなどとも共演した。

## 生い立ち
アレクサンダー・エミール・カイオラは、ニュージャージー州ジャージーシティで、エミル・カイオラ (Emil Caiola) とジュヌヴィエーヴ・エスポジート (Genevieve Esposito) の間の息子として生まれた。父親は雇われの理容師だった。
幼い頃、カイオラが最初に興味を示したのは、ボーカリストとして音楽の経歴を積む道であった。しかし、すぐに父親が彼を説得し、楽器奏者としてもプロの道を目指すことになった。こうしてカイオラは、まずバンジョーを始め、その後ギターも弾くようになった。
11歳でギターの神童として頭角を現し、ニューヨークでアンソニー・アントン (Anthony Antone) に師事し、その後はジャージーシティでギタリストのピーター・ミラノ (Peter Milano) に師事した。10代の頃にはエディ・ラングとビング・クロスビーの演奏に影響を受け、ラングのギタリスト向け教本を丹念に学んだ。16歳になると、ボーカル兼ギタリストとして子ども向けのラジオ番組『Sally and Sam』に出演し、トニー・モットーラと共演した。その際、モットーラは、カイオラを激励し、新しい演奏技術の修得を勧めた。
第二次世界大戦中の兵役から復員した後、カイオラはニュージャージー・カレッジ・オブ・ミュージック (New Jersey College of Music) で、正規の音楽教育を受けた。また、何年にもわたって、ギタリストのハリー・ボルペに師事した。

## 経歴
第二次世界大戦中のカイオラは、アメリカ海兵隊第5海兵師団の楽隊でトランペットを演奏していたが、そこにはボブ・クロスビーも加わっていた。カイオラは、硫黄島の戦いに担架員として従軍した。
復員後、カイオラは、1946年から1956年にかけて、CBSネットワークの専属ミュージシャンとなって、幅広く様々な仕事をこなした。その際、オーディションの一環として、ゴードン・マクレア、アーチー・ブレイヤー、歌手のパティ・クレイトン (Patty Clayton) と一緒にショーで共演することを求められた。CBSとの契約後は、ネットワークされるおもだったテレビ番組にも、いくつも出演し、アーサー・ゴドフリー（『’’Arthur Godfrey's Talent Scouts’’』）、エド・サリヴァン（『Toast of the Town』：後の『エド・サリヴァン・ショー』の前身）、ジャッキー・グリーソン（『The Jackie Gleason Show』）などと、指揮者レイ・ブロックの差配に従って、共演した。
カイオラは、1950年代のニューヨーク市において、スタジオ・ミュージシャンとしても成功を収めた。この頃、彼は自身の名義でも、何枚かマイナーなレコードを出していた。それに加えて、彼は、ジョン・セリー・シニアが音楽監督したイージーリスニングのアルバムでも演奏しており、1956年にドット・レコードから発売されたアルバム『Squeeze Play』は、『ビルボード』誌や『キャッシュボックス』誌で好意的に評価された。1950年代の最後、1959年には、トニー・モットーラやジョニー・マティスと共演し、スマッシュ・ヒットとなったアルバム『Open Fire, Two Guitars』をコロムビア・レコードから発表し、好評を得た。
1960年、カイオラはユナイテッド・アーティスツ・レコードに移ってスターとなり、以降十年以上、レーベルに所属した。1961年には、「荒野の七人 (The Magnificent Seven)」がアメリカ合衆国で35位、カナダのCHUM Chart で27位まで上昇し、「ボナンザ (Bonanza)」がアメリカ合衆国で19位、カナダの CHUM Chart で19位まで上昇した。編曲は、ほとんどドン・コスタが手がけ、大規模な編成の楽団がバックにつくようになっていた
。
1960年代を通し、さらにその後も、カイオラはシングルやアルバムをリリースし続けたが、チャート入りしたのは1964年の「ロシアより愛を込めて (From Russia with Love)」だけであった。ユナイテッド・アーティスツは、カイオラを起用して、数多くの映画やテレビ番組のテーマ曲を録音させた。テレビ・シリーズ『Wagon Train』のテーマ曲「Wagons Ho!」、『西部の男パラディン (Have Gun – Will Travel)』の「The Ballad of Paladin」、『The Rebel』の「The Rebel」、『Gunslinger』などが取り上げられた。カイオラの1962年のアルバム『Solid Gold Guitar』には、「ジザベル (Jezebel)」、「Two Guitars」、「Big Guitar」、「アイ・ウォーク・ザ・ライン (I Walk the Line)」、「Guitar Boogie」などが収録されている。

1960年代を通して、カイオラは、自身の音楽出版社「Alpane Music」の運営をしながら、芸能事務所であるアシュリー＝フェイマスの求めに応じラスベガスでのコンサートに出演した。レコーディングされた音源の多くについて、カイオラは、編曲者、指揮者、ソリストとしてクレジットされている。カイオラは、後々まで演奏活動を続け、1991年にはフランク・シナトラとツアーまでおこなった。プロの演奏家としての歩みの中で、カイオラは第一線の指揮者たちの下で演奏する機会もしばしばあり、パーシー・フェイス、モートン・グールド、アンドレ・コステラネッツなどとも共演した。

## 死
カイオラは、ニュージャージー州アレンデールにおいて、96歳で亡くなった。

## 演奏スタイル
アル・カイオラは、ギターの演奏において「軽い (light)」、「液体のような (liquid)」タッチを特徴としていたと評されている。相棒のピアニストであったモ・ウェチスラー (Mo Wechsler) は、カイオラが多芸な、円熟した芸術家であったとしており、ジャズ、ロックンロール、さらにはクラシック音楽を演奏させても、何でもこなしたとしている。

## ディスコグラフィ
- Serenade in Blue (Savoy, 1956) - 日本盤『セレナーデ・イン・ブルー』
- Music for Space Squirrels (Atco, 1958)
- Deep in a Dream (Savoy, 1958)
- High Strung (RCA Victor, 1959)
- Guitars Guitars Guitars (United Artists, 1960)
- Percussion Espanol (Time, 1960)
- Great Pickin'  with Don Arnone (Chancellor, 1960)
- Salute Italia! (Roulette, 1960)
- Gershwin and Guitars (Time, 1960)
- Guitar of Plenty (Time, 1960)
- Italian Guitars (Time, 1960)
- Guitars Woodwinds and Bongos (United Artists, 1960)
- Golden Hit Instrumentals (United Artists, 1961)
- Hit Instrumentals from Western TV Themes (United Artists, 1961)
- Cleopatra and All That Jazz (United Artists, 1962)
- The Guitar Style of Al Caiola (RCA Camden, 1962)
- Solid Gold Guitar (United Artists, 1962)
- Golden Guitar (United Artists, 1962)
- Greasy Kid Stuff (United Artists, 1962)
- Spanish Guitars (Time, 1962)
- City Guy Plays Country (United Artists, 1963)
- 50 Fabulous Guitar Favorites (United Artists, 1964)
- Guitar for Lovers  (United Artists, 1964)
- The Magic World of Italy (Roulette, 1964)
- 50 Fabulous Italian Favorites (United Artists, 1964)
- On the Trail (United Artists, 1964)
- Tuff Guitar (United Artists, 1965)
- Solid Gold Guitar Goes Hawaiian (United Artists, 1965)
- Sounds for Spies and Private Eyes (United Artists, 1965)
- Tuff Guitar English Style (United Artists, 1965)
- Tuff Guitar Tijuana Style (United Artists, 1966)
- Romantico (United Artists, 1966)
- King Guitar (United Artists, 1967)
- The Power of Brass (United Artists, 1968)
- It Must Be Him (United Artists, 1968)
- Let the Sunshine In (United Artists, 1969)
- Soft Guitars (Bainbridge, 1980)
- In a Spanish Mood (Accord, 1982)
- Amigo & Other Songs (Aurora, 1993)
- Encore! Oro Italiano (Alanna, 2001)
- Guitar for Latin Lovers (Alanna, 2001)
- The Manhattan Guitars (Alanna, 2002)
- Classic Italian Love Songs (Alanna, 2005)